# Four Seasons Hotel Prague
 (avril 2025).
Le Four Seasons Hotel Prague est un hôtel de luxe de la chaîne hôtelière Four Seasons Hotels. Il est situé non loin de la rivière Vltava dans la rue Křižovnická à Prague 1 dans la Vieille Ville. Le complexe hôtelier de luxe a été créé en reliant une maison Renaissance, baroque et classique et en les complétant par un nouveau bâtiment. Il a ouvert le 9 février 2001.
En avril 2010, le président russe Dmitri Medvedev y logeait, séjournant à Prague pour signer le Traité New START avec Barack Obama.

## Galerie

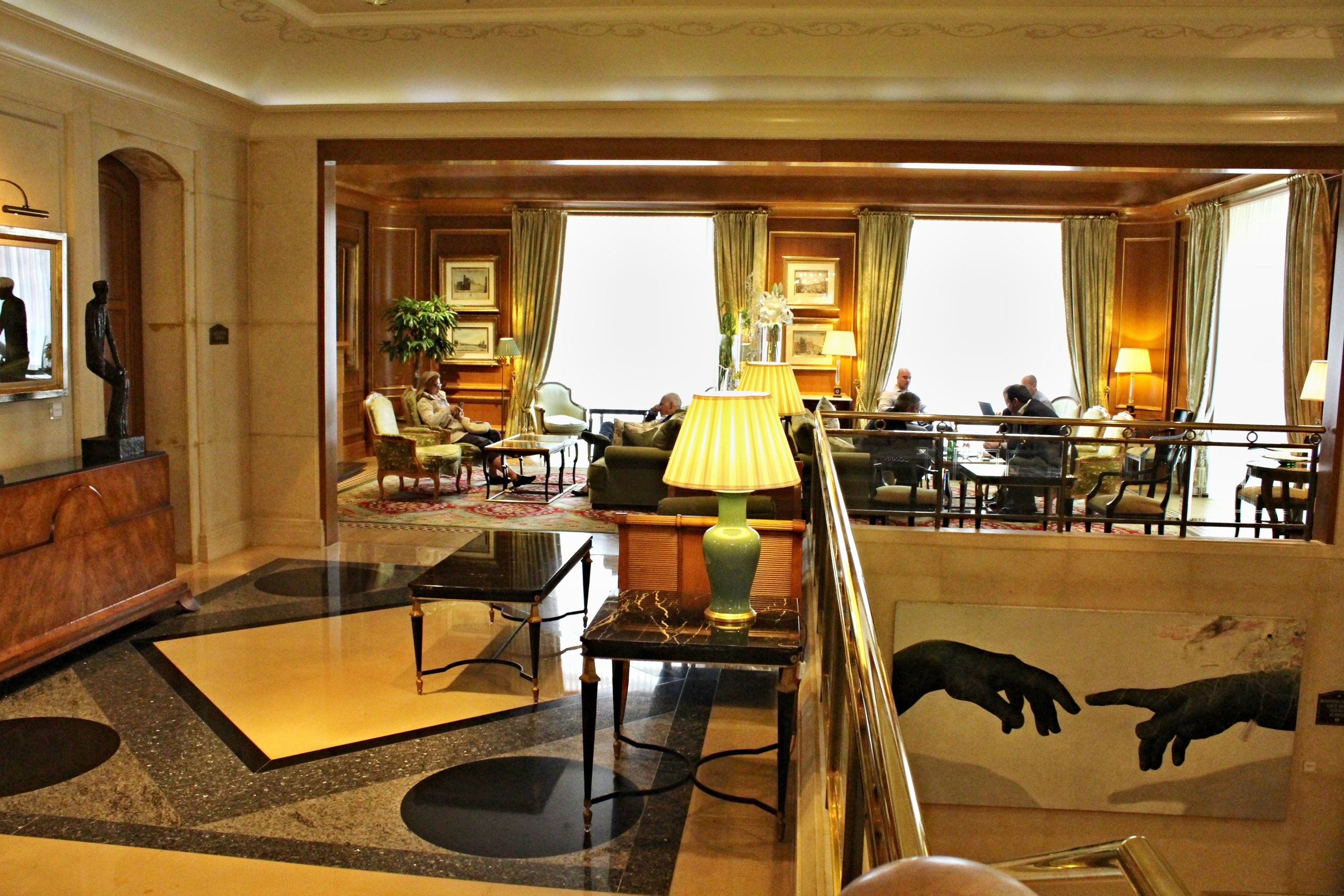
Hall de l'hôtel
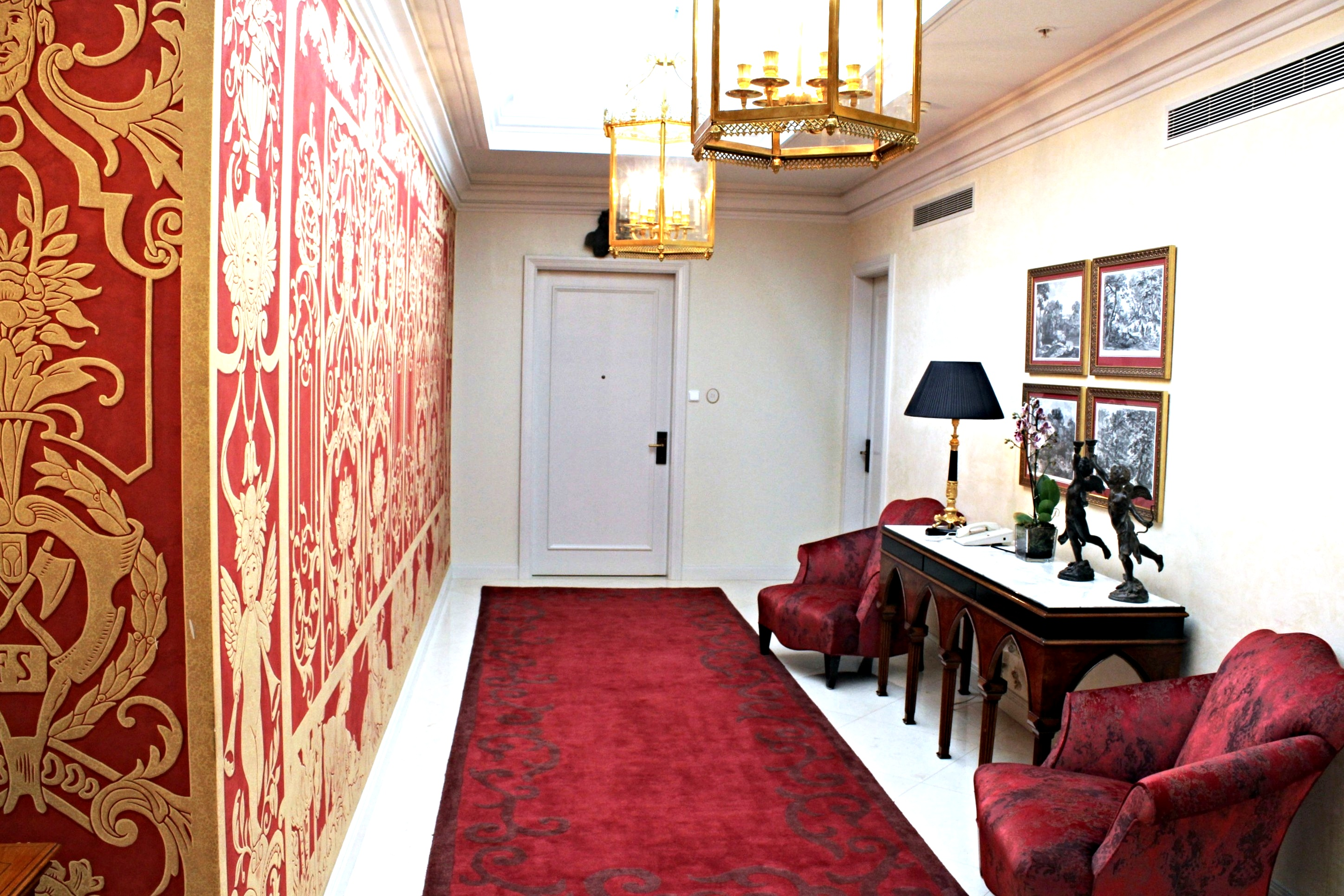
Intérieur
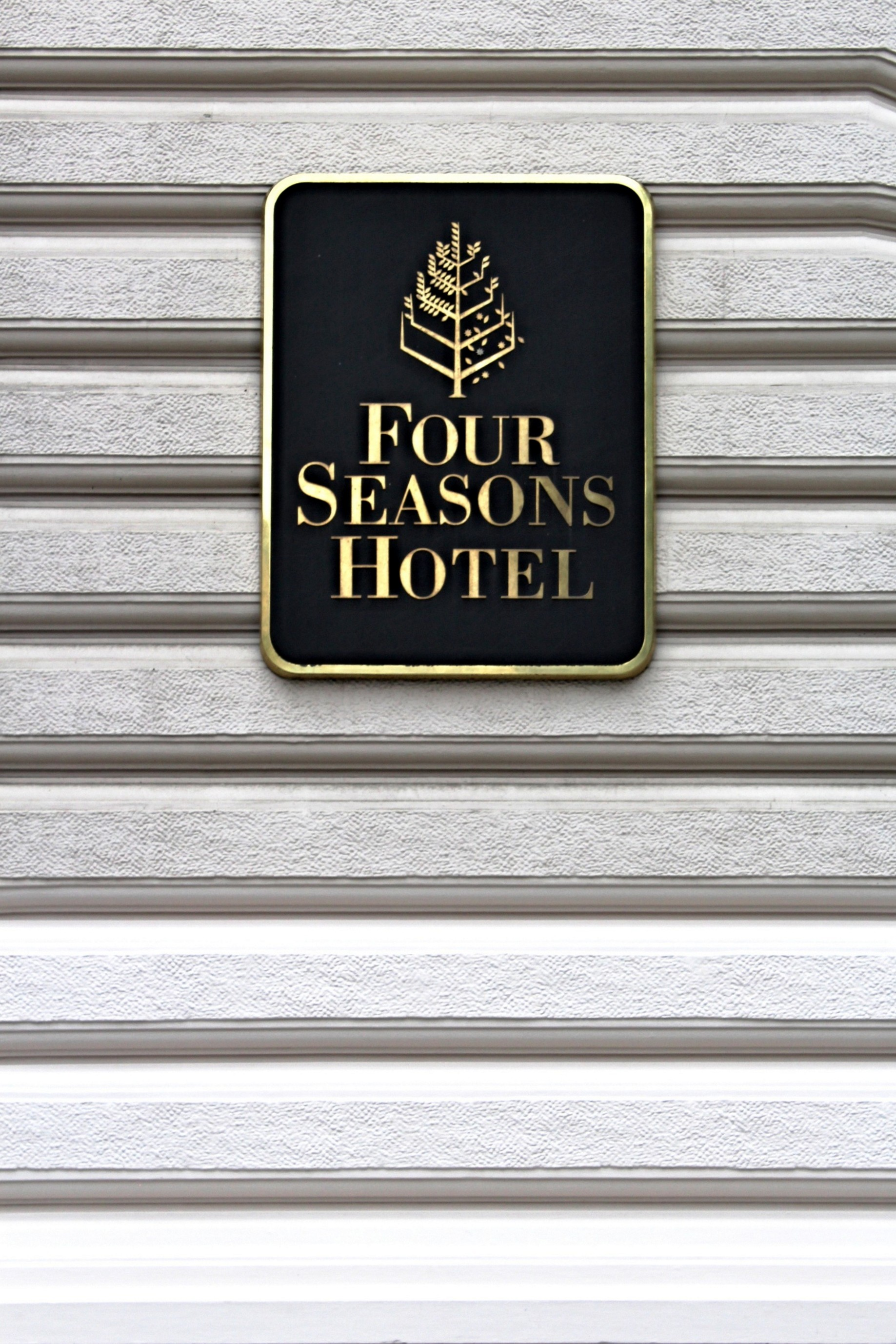
Logo de l'hôtel